# 小行星7043
小行星7043（7043 Godart）是一颗绕太阳运转的小行星，为主小行星带小行星。该小行星于1934年9月2日发现。

## 轨道参数
小行星7043的轨道半长轴为2.2444210 UA，离心率为0.186。